# 론 클라크
로널드 윌리엄 "론" 클라크(Ronald William "Ron" Clarke, MBE, 1937년 2월 21일 ~ 2015년 6월 17일)는 호주의 전 육상 선수이자 정치인으로 골드코스트의 시장(2004~12)을 지냈으며 1960년대 가장 잘 알려진 중거리와 장거리 육상 선수들 중의 하나로 17개의 세계 기록들을 세웠다.

## 어린 시절
빅토리아주 출신으로 멜버른 고등학교에서 수학하였다.
19세에 1956년 멜버른 올림픽 개막식에서 올림픽 성화를 붙이는 데 선택되었다.

## 육상 경력
1960년대에 클라크는 1500m부터 6 마일(9.7km)까지 12개의 빅토리아 주 육상 선수권 대회를 우승하였다.
1964년 도쿄 올림픽에서 10,000m 동메달을 땄는 데, 올림픽 금메달을 딴 적이 전혀 없다. 1968년 멕시코시티 올림픽에서는 10,000m 결승전에서 고도의 병을 앓음으로부터 쓰러지면서 거의 죽을 뻔하였다. 멕시코시티의 고도에 순응하기 위하여 알프스 산맥에서 훈련을 했음에 불구하고, 이 종목으로부터 영구적 심장 손상을 겪어 항상 고도에서 달리던 아프리카 국가들의 상대 선수들과 액면에 놓여지지 못하였다. 며칠 후, 5000m 예선들에 출전하는 데 효과적으로 회복되었다.
1962년 코먼웰스 게임에서 3 마일(4.8km) 종목에서 은메달을 따고, 1966년 경기에서는 3 마일과 6 마일에서 2개의 은메달을 땄다. 1965년 44일간의 유럽 순회 경기에서 18번이나 출전하여 20,000m를 포함한 12개의 세계 기록들을 깼다. 그는 최초로 28분 장벽을 깬 첫 선수가 되는 데 자신의 10,000m 세계 기록을 39초로 낮추면서 27분 39.4초로 뛰었다. 1967년과 1968년 자신의 2 마일(3.2km) 속력을 향상시켰으며, 미셸 자지의 세계 기록을 3초로 낮추어 8분 19.8초, 그러고나서 8분 19.6초의 기록을 세웠다.

## 정치 경력
2004년 퀸즐랜드주 골드코스트의 시장으로 선출되었다.
시장으로서 클라크는 개발의 지속과 도로, 교통, 교육, 의료 필수품 같은 도시의 기본적 시설을 확보하는 데 희망을 두었다.

## 사망
2015년 6월 17일 사우스포트의 앨러맨다 병원에서 신부전으로 사망하였다.